# Nāḩiyat Malaḩ
Nāḩiyat Malaḩ (arabiska: ناحية ملح) är ett subdistrikt i Syrien.   Det ligger i provinsen as-Suwayda', i den södra delen av landet, 130 km sydost om huvudstaden Damaskus.
Trakten runt Nāḩiyat Malaḩ är ofruktbar med lite eller ingen växtlighet. Runt Nāḩiyat Malaḩ är det glesbefolkat, med 10 invånare per kvadratkilometer.